# یواس‌اس پاریکاتین (ای‌یی-۱۸)
یواس‌اس پاریکاتین (ای‌یی-۱۸) (به انگلیسی: USS Paricutin (AE-18)) یک کشتی بود که طول آن 459 ft 2 in (140 m) بود. این کشتی در سال ۱۹۴۵ ساخته شد.